# Hayedeh: legendarische Perzische diva
Hayedeh: legendarische Perzische diva (Perzisch: سخن از هایده / Sokhan az Hayedeh, Engels: Hayedeh, Legendary Persian Diva) is een documentaire over de in 1990 overleden Hayedeh, de iconische zangeres van Iran. De film is van de hand van musicus en journalist Pejman Akbarzadeh, die in ballingschap in Nederland verblijft.
Naast lovend commentaar van zowel musici als critici over de musicologische relevantie van de documentaire, beschouwen sommigen de film als een politiek statement. In september 2009 bekritiseerde de semi-officiële Fars News Agency in Teheran Pejman Akbarzadeh voor het maken van een film over de "corrupte monarchistische zangeres, Hayedeh".
De documentaire werd deels gesponsord door Radio Zamaneh, Miec Marketing en Soudavar Memorial Foundation, en werd opgenomen in Frankrijk, Duitsland, Nederland, het Verenigd Koninkrijk en de Verenigde Staten. De documentaire is in het Perzisch maar heeft Engelse ondertiteling.

## Inhoud
De documentaire geeft een uitvoerig overzicht van Hayedehs artistieke leven en bevat zeldzame beeld- en geluidsfragmenten en foto’s en toont interviews met de belangrijkste personen uit haar carrière. Aan het woord komen de liedjesschrijvers Andranik, Mohammad Heydari, Anoushirvan Rohani, Farid Zoland, Sadegh Nojouki, producent Manouchehr Bibiyan, dirigent Farnoush Behzad, muziekcriticus Mahmoud Khoshnam, tar-soloïst Parviz Rahman-Panah en de laatste Perzische koningin Farah Diba (Pahlavi).
De documentaire doet verslag van Hayedehs carrière die opbloeit terwijl Perzië het toneel is van veel politieke en sociale onrust: het land, dat een monarchie is, maakt een revolutie mee en belandt in een slepende oorlog die ervoor zorgt dat een groot deel van de Perzische intelligentsia het land moet ontvluchten.
De documentaire werd opgedragen aan Amir Zamanifar, correspondent voor Radio Farda, overleden na een auto-ongeluk in Praag.

## Vertoningen en reacties
Hayedeh: legendarische Perzische diva werd voor het eerst vertoond op 24 januari 2009 in Cultuurcentrum Griffioen, dat verbonden is aan de Vrije Universiteit Amsterdam. Ook werd de documentaire in april 2009 vertoond tijdens een evenement van het Rahaward Cultureel Centrum in Aachen, Duitsland. De documentaire beleefde zijn Amerikaanse première tijdens het Noor Film Festival in Los Angeles op 1 mei 2009. Op het festival werd de documentaire genomineerd als beste documentaire.

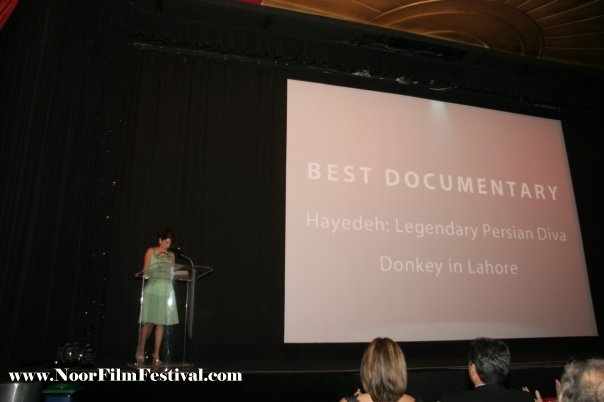
Op het Noor Film Festival in mei 2009 in Los Angeles werd de documentaire genomineerd als beste documentaire

In oktober van dit jaar werd de film vertoond op het 9de International Exile Film Festival in Göteborg, Zweden.

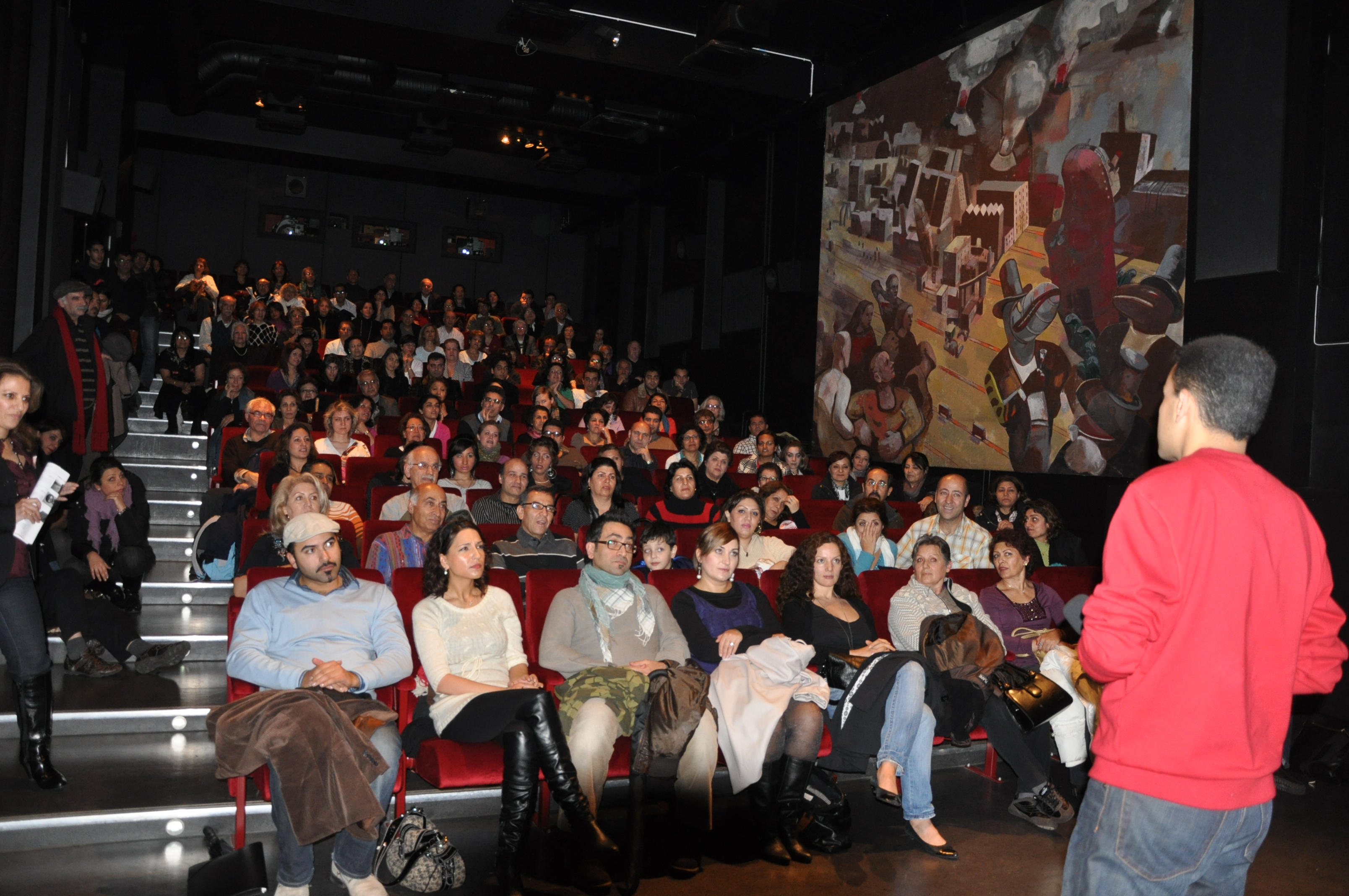
Uitverkochte vertoning tijdens het International Exile Film Festival in Zweden, oktober 2009

In december 2009 was de documentaire te zien op het vierde Iraans Filmfestival in Nederland.